# ペルシアのハルパゴス
ハルパゴス（希：Ἅρπαγος、ラテン文字転記：Harpagos、紀元前6世紀から紀元前5世紀前半）はアケメネス朝ペルシアの将軍である。
ハルパゴスは紀元前5世紀初頭のイオニアの反乱の時にはレスボス島の対岸の小アジアの地域の指揮官だった。紀元前494年に反乱の首謀者でミレトスの僭主ヒスティアイオスがハルパゴスの任地に上陸してきた。ハルパゴスはそれを迎え撃ち、ヒスティアイオスとマレネで戦った。両軍は長時間戦ったが、ペルシア騎兵の突撃が決定打となり、ペルシア軍が勝利した。
ペルシア王ダレイオス1世がヒスティアイオスを許すと分かっていたハルパゴスは、サルディス太守アルタプレネスと相謀り、ダレイオスの許に送らずにヒスティアイオスを処刑した。

## 註
1. ↑  ヘロドトス, VI. 28-30